# Техану
«Техану» (англ. Tehanu) — четверта книга американської письменниці Урсули Ле Гуїн з циклу "Земномор'я". В 1990 році здобула Премію Неб'юла в номінації «найкращий роман» 
 та премію «Локус» за найкращий фентезійний роман в 1991.
У 2005 році тернопільське видавництво "Навчальна книга — Богдан" видало роман українською в м'якій обкладинці. А в 2006 році в рамках проекту «Бібліотека світової літератури для дітей у 100 томах "Світовид"» видало в твердій вкупі із ще трьома романами серії .

## Сюжет
Гед на прізвицько Яструб знесилений, позбавлений магічних здібностей повертається додому на рідний острів. Через багато років розлуки Гед і Тенар зустрічаються знову — і між ними спалахує кохання. Проте їм ще багато доведеться зазнати випробувань, щоби вибороти право на щастя.